# أنتوني أنجيليري
أنتوني أنجيليري (بالإنجليزية: Antony Angileri)‏ (من مواليد 27 مارس 2001) هو لاعب كرة قدم إيطالي يلعب كمدافع لنادي مسينا على سبيل الإعارة من سامبدوريا.